# Sammelaugust und andere Kinder
Sammelaugust und andere Kinder (schwedisch Kajsa Kavat) ist ein Buch von Astrid Lindgren. Es handelt sich um eine Märchensammlung, die 1950 erstmals in Schweden bei Rabén & Sjögren veröffentlicht wurde. Die allermeisten der Geschichten waren zuvor in schwedischen Zeitschriften veröffentlicht worden. Eine deutsche Veröffentlichung beim Oetinger-Verlag erfolgte 1952.

## Inhalt
- Polly hilft der Großmutter (auch Polly Patent oder Susi Unverzagt, Kajsa Kavat hjälper mormor)
- Als Adam Engelbrecht so richtig wütend wurde (auch Ein smaländischer Stierkämpfer, Småländsk tjurfäktare)
- Goldi (auch Goldkind, Gull-Pian)
- Sammelaugust (Lite om Sammelagust)
- Etwas Lebendiges für den lahmen Peter (Nånting levande åt Lame-Kal)
- Unterm Kirschbaum (Under körsbärsträdet)
- Wer springt am höchsten? (Hoppa högst)
- Große Schwester, kleiner Bruder (Stora syster och lille bror)
- Pelle zieht aus (Pelle flyttar till Komfusenbo)
- Märit (Märit)
- Gute Nacht, Herr Landstreicher! (Godnatt, herr luffare!)

## Hintergrund
Erstmals wurde das Buch 1950 in Schweden unter dem Titel Kajsa Kavat bei Rabén & Sjögren veröffentlicht. Es handelt sich hauptsächlich um Kurzgeschichten, die Astrid Lindgren zuvor in schwedischen Zeitschriften veröffentlicht hatte. In Deutschland erschien das Buch mit dem Titel Sammelaugust und andere Kinder 1952 beim Oetinger Verlag. Karl Kurt Peters übersetzte das Buch aus dem Schwedischen ins Deutsche. Die erste Ausgabe illustrierte Ingrid Vang Nyman. Spätere Ausgaben wurden illustriert von Ilon Wikland.
In Schweden wurden alle Geschichten, außer Große Schwester, kleiner Bruder in Hörbuchfassung veröffentlicht. Die Geschichten wurden von Astrid Lindgren gelesen.
Die Geschichten Polly hilft der Großmutter, Als Adam Engelbrecht so richtig wütend wurde und Pelle zieht aus aus der Märchensammlung wurden in Deutschland auch einzeln als Bilderbuch herausgebracht. Märit erschien in Schweden auch als Novelle. Alle Geschichten wurden später in weiteren Büchern, wie Erzählungen und Märchen, Astrid Lindgren erzählt usw. herausgebracht.
Im schwedischen Freizeitpark Astrid Lindgrens värld, sind Schauplätze aus dem Buch zu finden, die für den Freizeitpark nachgebaut wurden.

## Verfilmungen
Einige der Geschichten wurden Ende der 1980er und Anfang der 1990er verfilmt. Produziert wurden die Filme von Waldemar Bergendahl und Ingrid Dalunde. Die Regie führten Daniel Bergman, Magnus Nanne, Staffan Götestam und Johanna Hald.
- 1988: Gute Nacht, Herr Landstreicher
- 1988: Etwas Lebendiges für den lahmen Peter
- 1988: Goldi
- 1989: Wer springt am höchsten
- 1989: Polly hilft der Großmutter
- 1990: Pelle zieht aus

## Ausgaben
- Kajsa Kavat (1950), Rabén & Sjögren, schwedische Originalausgabe, illustriert von Ingrid Vang Nyman
- Sammelaugust und andere Kinder (1952), Oetinger, illustriert von Ingrid Vang Nyman, ins Deutsche übersetzt von Karl Kurt Peters

### Hörbuch
- Erzählungen, gelesen von Manfred Steffen. Enthält die Geschichten: Na klar, Lotta kann radfahren; Sammelaugust; Große Schwester, kleiner Bruder; Lustiges Bullerbü, Weihnachten in Bullerbü, Unterm Kirschbaum; Ein småländischer Stierkämpfer; Etwas Lebendiges für den lahmen Peter; Polly hilft der Großmutter; Ich will auch Geschwister haben; Ich will auch in die Schule gehen; Kindertag in Bullerbü; Pelle zieht aus; Goldkind; Wer springt am höchsten?; Märit; Gute Nacht, Herr Landstreicher!; Guck mal, Madita, es schneit; Lotta kann fast alles. 4 CDs. Oetinger Audio. Lesung. ISBN 9783837300840, 4 CDs. Oetinger Audio. Gekürzte Lesung. ISBN 9783837310412.